# Chùa Tranh
20°44′6″B 106°23′44″Đ / 20,735°B 106,39556°Đ
Chùa Tranh nằm trong khu đô thị mới của huyện Ninh Giang, thuộc Xã Đồng Tâm, huyện Ninh Giang, tỉnh Hải Dương. Bên cạnh chùa là Đền Tranh. Chùa có 100 gian mới được hoàn thành năm 2012.